# 427e Escadron d'opérations spéciales d'aviation
Le 427e Escadron d'opérations spéciales d'aviation du Canada (427 EOSA) (en anglais : 427 Special Operations Aviation Squadron (427 SOAS)) est une unité d'hélicoptères tactiques des Forces canadiennes, intégrée au Commandement des Forces d'opérations spéciales du Canada (COMFOSCAN) mais appartenant à la 1re Escadre Kingston du Commandement de la Force aérienne du Canada (AIRCOM).

## Mission
Le 427 EOSA est basé sur la Base des Forces canadiennes (BFC) Petawawa, et opère dix-sept hélicoptères tactiques de type CH-146 Griffon.
L'escadron a deux missions principales : l'appui aérien aux unités du COMFOSCAN, notamment le Régiment d'opérations spéciales du Canada basé lui aussi sur la BFC Petawawa; et un appui secondaire aux opérations du Secteur du Centre de la Force terrestre, notamment les unités du Royal Canadian Regiment basées sur la BFC Petawawa, une responsabilité qu'il partage avec le 400e Escadron tactique d’hélicoptères basé à la BFC Borden. Le 427 EOSA peut également soutenir les opérations de recherche et sauvetage dans sa zone de responsabilité.

## Histoire
Le 427 EOSA est mis sur pied le 7 novembre 1942 en tant qu'« Escadron Lion », ou « No. 427 Squadron RCAF » lors de la Seconde Guerre mondiale, dans le rôle d'escadron de bombardement, basé dans le Yorkshire en Grande-Bretagne.
Aujourd'hui, l'escadron compte 3 200 sorties et plus de 26 000 heures de vols, et a accumulé un nombre important d'honneurs de batailles.

### Seconde Guerre mondiale
Un an après sa création, en 1943, l'escadron déménage à la station de la Royal Air Force Leeming, dans le North Yorkshire; il opère successivement le Vickers Wellington, le Handley Page Halifax, et le bombardier Avro Lancaster, jusqu'à la désactivation de l'unité le 1er juin 1946. Pendant la guerre, l'escadron accumulera cinq principaux honneurs de batailles, et six honneurs secondaires.

### Après-guerre
L'escadron est rétabli en 1952 à la station de l'Aviation royale du Canada Saint-Hubert, une station faisant maintenant partie de la BFC Montréal. Il sert à l'époque dans le rôle d'escadron de chasseurs, et utilise le Canadair Sabre. En mars 1953, il est intégré à la 3e Escadre de chasseurs de la 1re Division aérienne à Deux-Ponts, en Allemagne de l’Ouest. Les membres de l'escadron servent notamment en France, au Maroc et en Sardaigne. Le 17 décembre 1962, sélectionné pour recevoir le CF-104 Starfighter, il prend le rôle d'escadron de frappe et d'attaque (nucléaire).
Le 427e Escadron est dissout le 1er juillet 1970, près de deux ans après l'unification des Forces canadiennes.

### 1971 à aujourd'hui

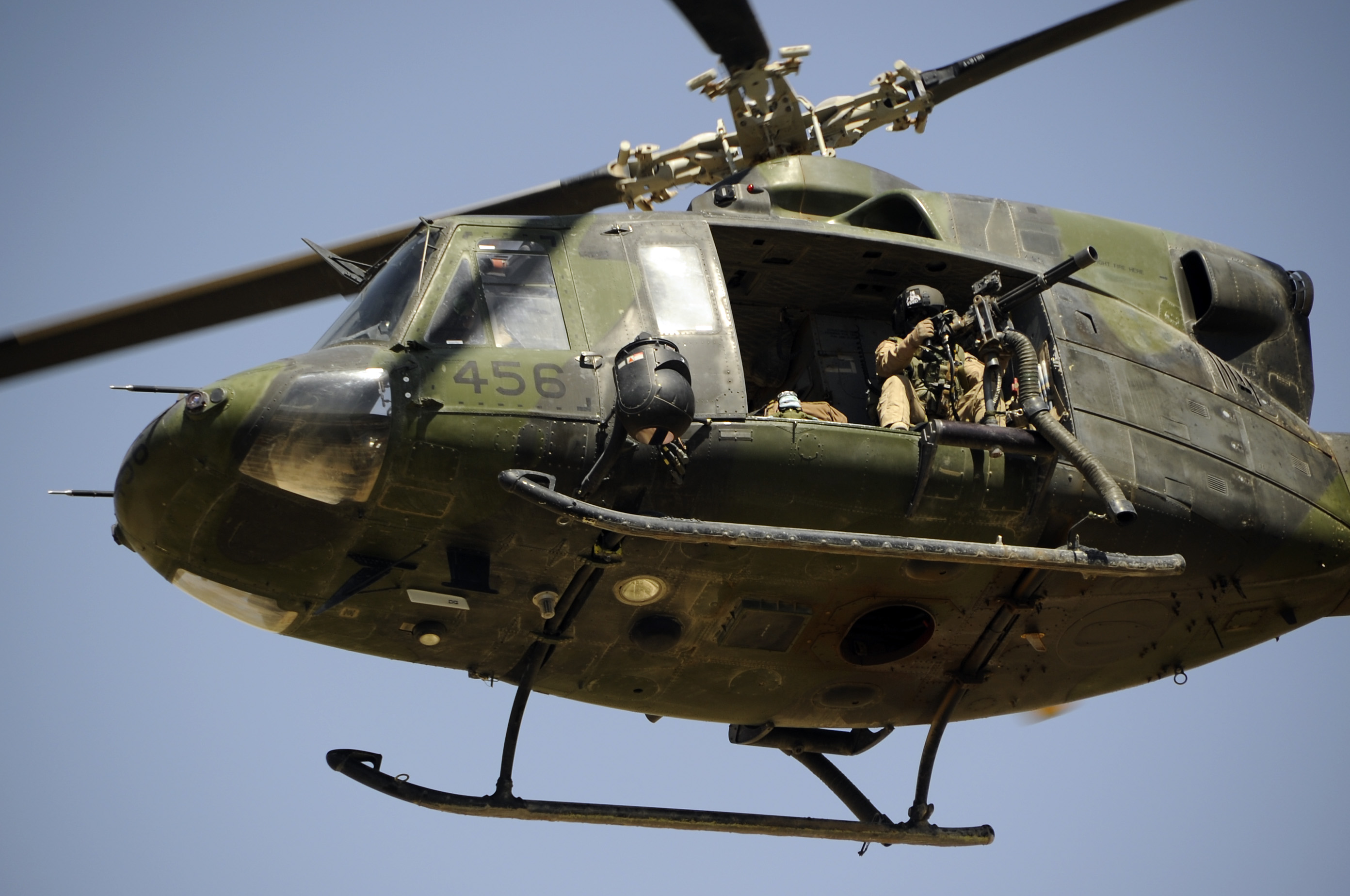
Un hélicoptère CH-146 Griffon en Afghanistan. Le même type d'hélicoptère équipe aujourd'hui le 427 EOSA

Le 1er janvier 1971, l'unité reprend naissance sous la forme d'escadron d'hélicoptères tactiques, et s'installe à la BFC Petawawa. Il opère alors le CH-135 Twin Hey, un hélicoptère utilitaire, et le CH-136 Kiowa, un hélicoptère d'observation.
L'unité participe dans de nombreuses opérations et exercices à l'étranger, notamment en Norvège, en Égypte, à la péninsule du Sinaï, et en Amérique centrale. En 1992, l'escadron est déployé en Somalie avec ses CH-135.
En 1997, les CH-135 sont remplacés par le CH-146 Griffon, qui sera déployé notamment en Bosnie, et qui participera à la réponse militaire à la crise du verglas de 1998, au Québec.
En 2006, l'unité change sa dénomination de 427e Escadron d'hélicoptère d'aviation tactique pour 427e Escadron d'opérations spéciales d'aviation, et joint la structure opérationnelle du Commandement des Forces d'opérations spéciales du Canada, tout en restant sous l'égide administrative de la 1re Escadre Kingston et donc de la Force aérienne du Canada.

## Honneurs de batailles
Principaux
- Manche et mer du Nord 1943-1945
- Baltique 1944-1945
- Bastion Europe 1943-1944
- France et Allemagne 1944-1945
- Biscaye 1944

Secondaires
- Ruhr 1943-1945
- Berlin 1943-1944
- Ports allemands 1943-1945
- Ports du golfe de Gascogne 1943-1944
- Normandie 1944
- Rhin